# Roderick Smith
Roderick J. Smith (ur. 4 czerwca 1977) – amerykański koszykarz występujący na pozycji środkowego.
Występował też w polskiej lidze. Podczas rozgrywek 2001/02 reprezentował barwy Pogoni Ruda Śląska, zostając liderem ligi w zbiórkach. We wrześniu 2003 roku był testowany przez Start Lublin, a w listopadzie 2004 roku rozegrał 3 spotkania dla Gipsar Stali Ostrów Wielkopolski.

## Osiągnięcia
Na podstawie, o ile nie zaznaczono inaczej.
Drużynowe
- Brązowy medalista mistrzostw Polski (2002)

Indywidualne
- Uczestnik meczu gwiazd ligi słowackiej (2001)
- Zaliczony do I składu defensywnego ligi portugalskiej (2006 przez eurobasket.com)
- Lider w zbiórkach:
  - PLK (2002)[3]
  - ligi portugalskiej (2005)